# The Weathermen (musikgrupp)
The Weathermen är en belgisk musikgrupp som blandar elektronisk musik och pop. Bandet, som bildades 1985, består av Jean-Marc Lederman, som har samarbetat med bland andra Front 242 och Gene Loves Jezebel, och Bruce Geduldig.
1987 hade The Weathermen sin främsta kommersiella framgång – låten "Poison".

## Medlemmar
- Jimmy-Joe Snark III AKA Jean-Marc Lederman – keyboards, programmering, produktion
- Chuck B AKA Bruce Geduldig – sång

## Diskografi

### Studioalbum
- Ten Deadly Kisses (1986)
- The Black Album According to The Weathermen (1988)
- Beyond the Beyond (1990)
- Global 851 (1992)
- Deeper with The Weathermen (2004)
- Embedded with The Weathermen(2006)

### Singlar
- "Old Friend Sam" (1985; maxisingel)
- "Deep Down South" (1985; maxisingel)
- "This Is The Third Communiqué (Berlin)" (1986; maxisingel)
- "Take It Off!" (1986; maxisingel)
- "Poison"[1]/"R U New 2 The Bayou?" (juni 1987; maxisingel)
- "Tuff Times" (1988)
- "Punishment Park" (1988; maxisingel)
- "Bang!" (1989)
- "Heatseeker" (1990; maxisingel)
- "Once for The Living" (1990; maxisingel)
- "Around the World" (1992; CD-maxisingel)
- "In Deep with The Weathermen" (2003; CD-maxisingel)
- "Daytime TV" (2005; maxisingel)
- "Dear God" (2007; maxisingel)

### Samlingsalbum
- The Last Communiqué from The Weathermen  (2007)

## Fotnoter
1. ↑  Låten "Poison" gavs ut i åtta olika versioner – "album version", "radio edit", "instrumental", "lethal mix", "lethal remix", "antidote dub", "toxic lipstick mix" och "toxic lipstick instrumental". The Weathermen – Releases. (Webbåtkomst 2009-01-31.)